# Kassina maculosa
Espèce
Synonymes
- Megalixalus maculosus Sternfeld, 1917

Statut de conservation UICN

 LC  : Préoccupation mineure
Kassina maculosa est une espèce d'amphibiens de la famille des Hyperoliidae.

## Répartition
Cette espèce se rencontre jusqu'à 2 600 m d'altitude, :
- dans le centre du Cameroun ;
- dans le sud de la République centrafricaine.

Sa présence est incertaine dans le nord de la République démocratique du Congo.

## Publication originale
- Sternfeld, 1917 : Reptilia und Amphibia In Mecklenburg, A. F. H. z. (Ed.), Ergebnisse der Zweiten Deutschen Zentral-Afrika-Expedition 1910-1911 unter Führung Adolph Friedrichs, Herzogs zu Mecklenburg, vol. 1 (Zoologie), Klinkhardt & Biermann, Leipzig, p. 407-510.